# ناحیه ژنو، شهرستان ون بورن، میشیگان

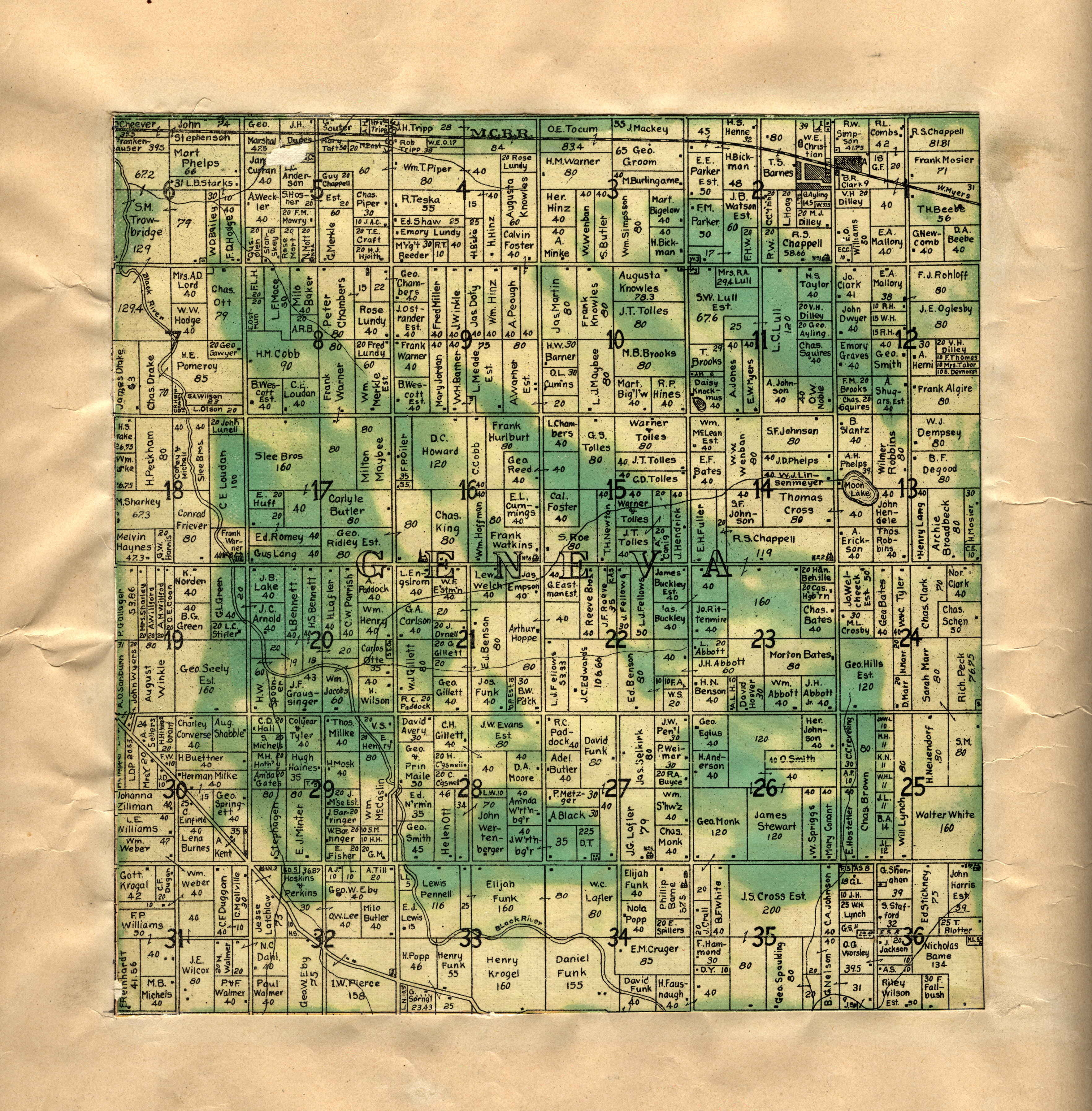
ناحیه ژنو

ناحیه ژنو (به انگلیسی: Geneva Township) یک منطقهٔ مسکونی در ایالات متحده آمریکا است که در شهرستان ون بیورن، میشیگان واقع شده‌است.
 ناحیه ژنو ۹۱٫۵ کیلومتر مربع مساحت و ۳٬۹۷۵ نفر جمعیت دارد و ۱۹۲ متر بالاتر از سطح دریا واقع شده‌است.